# École d'ingénieurs généralistes - La Rochelle
École d'ingénieurs généralistes - La Rochelle, nota anche come EIGSI (traducibile come "scuola di ingegneria dei sistemi industriali"), già École Violet, è una scuola di ingegneria (grande école) situata a La Rochelle, una città sull'Oceano Atlantico sulla costa occidentale della Francia.
EIGSI è una scuola di ingegneria generalista, il che significa che tutti gli studenti ricevono un'istruzione veramente multidisciplinare. Nel tuo quarto anno di cinque, puoi scegliere una specializzazione tra: ingegneria meccanica, meccatronica, sistemi informativi, energia e ambiente, gestione industriale.
Al completamento dei 5 anni di studio e degli stage richiesti nell'industria, viene assegnato un Master of Engineering.

## Laureati famosi
- Jorge Chávez Dartnell, un aviatore peruviano che per primo riuscì a trasvolare le Alpi